# Janthinisca lilacea
Janthinisca lilacea är en fjärilsart som beskrevs av Sergius G. Kiriakoff 1959. Janthinisca lilacea ingår i släktet Janthinisca och familjen tandspinnare. Inga underarter finns listade i Catalogue of Life.